# Walter Carganico
Walter Carganico (* 11. Juli 1913 in Breslau; † 23. Dezember 2005 in Brühl/Rheinland) war ein deutscher Offizier der Wehrmacht im Zweiten Weltkrieg sowie später Generalmajor der Bundeswehr.

## Leben
Walter Carganico wurde im Jahre 1913 als Offizierssohn in Breslau geboren. Er hat ein Realgymnasium besucht und machte 1931 das Abitur. Danach entschloss er sich, die Offizierslaufbahn zu ergreifen. Er trat als Fahnenjunker in das Artillerieregiment 8 ein und wurde 1934 im Reiterregiment 7 zum Leutnant befördert. Anschließend war er Zugführer, Fernmeldeoffizier und Kompaniechef im Panzerregiment 2.
Nach verschiedenen Frontverwendungen als Kompaniechef besuchte er die Kriegsakademie in Berlin und bekleidete eine Reihe von Dienststellungen im Truppengeneralstab an der Ost- und Westfront.
Nach dem Krieg erlernte er das Tischlerhandwerk und legte die Gesellenprüfung ab. Er war Leiter eines Holzverarbeitungsbetriebes und Dezernent für Inneneinrichtung bei einer gemeinnützigen Baugesellschaft.
1956 trat er in die Bundeswehr ein und war Inspektionschef und Taktiklehrer an der Kampftruppenschule II in Munster. 1959 wurde er Ausbildungsreferent im Führungsstab des Heeres. Am 9. Juli 1962 übernahm er das Kommando über die Panzerbrigade 8 in Lüneburg. Am 11. Juni 1964 wurde er zum Brigadegeneral befördert. Seit dem 15. Oktober 1964 diente Carganico als stellvertretender General der Kampftruppen und zugleich als Inspizient der Panzertruppe im Truppenamt des Heeres.
Carganico kommandierte vom 1. Oktober 1967 bis zum 30. September 1970 die 3. Panzerdivision der Bundeswehr.

## Veröffentlichungen
- Kurzgefasste Chronik der Carganico’s in Deutschland unter besonderer Berücksichtigung der Linie des Geh. Medizinalrates Carl Anton Carganico aus Gumbinnen (1801–1858). (1935)
- Das Rote Kreuz und seine Vorläufer in Baden-Baden. (Deutsches Rotes Kreuz, Kreisverband Baden-Baden e. V., Dezember 2001).[1]